# Mansonia dives
Mansonia dives är en tvåvingeart som först beskrevs av Ignaz Rudolph Schiner 1868.  Mansonia dives ingår i släktet Mansonia och familjen stickmyggor. Inga underarter finns listade i Catalogue of Life.